# François Arago
François Jean Dominique Arago (1786-1853) là nhà toán học, nhà vật lý, nhà thiên văn học người Pháp. Ông còn là một Thủ tướng Pháp thời Đệ nhị Cộng hòa. 

## Những đóng góp

### Điện từ học
Ngay sau báo cáo của Hans Christian Ørsted về khả năng tác dụng từ của dòng điện, Arago cùng với André-Marie Ampère, Siméon-Denis Poisson và Jean-Baptiste Biot trở thành những người hăng hái nhất của Viện Hàn lâm Khoa học Pháp trong việc kiểm định kết quả của Ørsted. Arago biết đến công bố trên của nhà vật lý người Đan Mạch khi đang đi du lịch ở nước ngoài. Khi trở về Paris, ông mô tả lại thí nghiệm mà Ørsted đã làm vào ngày 11 tháng 9 năm 1820. Bài toán về sự liên hệ giữa lực điện và lực từ được nhiều nhà khoa học chú ý và chỉ trong vài tháng, nhiều khám phá đã xuất hiện. Arago đã tìm ra cảm ứng điện từ và chứng minh rằng một cuộc dây có dòng điện chạy qua có tính chất như một thanh nam châm. Arago đã báo cáo thí nghiệm của Ørsted lên Viện Hàn lâm Khoa học vào tháng 9 năm 1820 mà ông làm lại, khiến Ampère phải chú ý.

### Quang học
Ngoài ra, Arago cùng với Augustin-Jean Fresnel ủng hộ lý thuyết sóng ánh sáng của Thomas Young khi qua thí nghiệm của mình, cả hai đều thấy ánh sáng bị phân cực theo hướng vuông góc với nhau, không hề có sự giao thoa. 

### Thiên văn học
Arago đã ủng hộ việc đặt tên cho sao Hải Vương là Le Verrier, mặc dù nó bị phản đối ở ngoài Pháp.

### Khác
Arago còn là người giúp cho Butte aux Cailles có một cái giếng, từ đó có một cái bể bơi vào năm 1866.

## Tưởng nhớ
Tên của Arago được đặt cho tiểu hành tinh 1005 Arago và được ghi trên tháp Eiffel. Ông được chôn cất tại nghĩa trang Père-Lachaise. Và nhân dịp kỷ niệm 200 năm ngày sinh của ông, trong các năm 1989-1994, người ta đã dựng lên 135 bức tượng dọc theo kinh tuyến đi qua Paris, trong đó có chín cái thuộc Công viên Montsouris.